# Franz Wilhelm Scharf
Franz Wilhelm Scharf (* 1762 in Leipzig; † 20. Juli 1823 in Schkortleben) war ein kurfürstlich-sächsischer und ab 1806 königlich-sächsischer Hofrat und Oberpostkommissar, Pächter der Zeitungs-Kommission sowie bürgerlicher Rittergutsbesitzer.

## Leben
Scharf stammte aus bürgerlichen Verhältnissen und hatte sich durch gute Dienste im Auftrag des Kurfürsten Friedrich August von Sachsen und späteren sächsischen Königs am Hof in Dresden sowie als Oberpostkommissar Ansehen und das notwendige finanzielle Einkommen erworben, um eines des als Mannlehen vergebenen sächsischen Rittergüter kaufen zu können. So gelangte Schkortleben im Stift Merseburg in seinen Besitz. Im Jahre 1817 erwarb er für seinen Sohn zusätzlich das ebenfalls im Stift Merseburg gelegene Dorf Oeglitzsch hinzu. 
Bekannt wurde er vor allem als Zeitungs-Administrator durch die Herausgabe der Leipziger Zeitungen (später gekürzt in Leipziger Zeitung) von 1798 bis 1810. Ihm folgte als Herausgeber der Dichter August Mahlmann. Scharf hingegen zog sich immer mehr auf sein Rittergut Schkortleben zurück, wo er mit seiner Familie den Lebensabend verbrachte und erlebte, wie das Gebiet 1815 vom Königreich Sachsen an das Königreich Preußen abgetreten wurde.
Am 17. Februar 1785 disputierte er unter dem Vorsitz des Juristen Christian Gottlob Biener an der Universität Leipzig zum Thema: Delibata Ivris Pvblici Capita De Ivre Evndi In Partes Officioqve Imperatoris Ordinibvs Imperii In Partes Evntibvs.
Verheiratet war Franz Wilhelm Scharf mit Johanne Elisabeth geborene Ramsthal. Aus der Ehe ging der einzige Sohn Eduard Scharf hervor, der am 28. Juni 1805 in Leipzig geboren wurde. Dessen erster Taufzeuge wurde der kaiserlich-russische wirkliche Geheime Rat, Kammerherr und Senator Graf Sergius von Romanzoff. 1857 war Eduard Scharf Leutnant beim 12. Landwehr-Husaren-Regiment.
Scharf starb an einem Schlagfluss am 20. Juli 1823.